# 823 v.Chr.
Het jaar 823 v.Chr. is een jaartal volgens de christelijke jaartelling.

## Gebeurtenissen

### Klein-Azië
- Koning Ishpuinis van Urartu annexeert de stadstaat Musasir.